# San Michele Gatti
San Michele Gatti, nota anche come San Michele de' Gatti o San Michelino, è una frazione del comune di Felino, in provincia di Parma.
La località dista 2,14 km dal capoluogo.

## Geografia fisica
La frazione sorge in posizione pre-collinare alla quota di 220 m s.l.m., sulla sponda destra del torrente Baganza; il canale del Vescovo, affluente del Baganza, attraversa la località.

## Origini del nome
La località deve il suo nome all'arcangelo Michele, il cui culto fu diffuso in epoca longobarda, e alla famiglia Gatti, che in epoca remota esercitò potere sul territorio.

## Storia
Il borgo di Sancto Michaele fu citato per la prima volta nel 1028, quando Ildegarda, figlia di Oddone il Salico, lo vendette, unitamente alla cappella e a numerose altre terre del Parmense, alla chiesa di San Pietro di Parma.
Nel 1186, in segno di riconoscenza per la lealtà dimostrata, l'imperatore Federico Barbarossa assegnò al parmigiano Guido de' Ruggeri e ai suoi eredi il feudo di Felino, con le terre di San Michele de' Gatti, Barbiano, Carignano e Paderno.
Nel 1346 Bonaccorso de' Ruggeri lasciò in eredità ai due generi Giacomo de' Rossi, conte di San Secondo, e Ugolino de' Rossi, cugino di quest'ultimo, tutte le terre in possesso della sua famiglia da quasi due secoli.
Le due figlie di Ugolino de' Rossi sposarono in seguito i cugini Rolando e Bertrando, rispettivamente figlio e nipote di Giacomo, il cui ramo riuscì così ad accentrare tutte le proprietà della famiglia sparse nel Parmense; Bertrando si assicurò in particolare il dominio diretto su Felino e sulle sue pertinenze, su cui ottenne ampie esenzioni sia nel 1368 da Rodolfo Visconti, sia nel 1387 da Gian Galeazzo Visconti.
Nel 1482, in seguito all'ascesa al potere di Ludovico il Moro nel ducato di Milano, ebbe inizio nel Parmense la guerra dei Rossi, che contrappose lo Sforza, i Pallavicino, i Sanvitale e i Fieschi da una parte e i Rossi e i Torelli, finanziati dalla Repubblica di Venezia, dall'altra. Nel settembre dello stesso anno, a conflitto ancora in corso, Pier Maria II de' Rossi morì, lasciando al figlio Guido i feudi di Felino, San Secondo, Bardone, Berceto, Neviano de' Rossi e Noceto, unitamente alle rispettive pertinenze, come da testamento del 1464. Tuttavia, Guido riuscì a mantenere il possesso delle terre solo per poco tempo, in quanto l'anno seguente le sue truppe furono sconfitte; mentre gran parte dei suoi possedimenti fu suddivisa tra la Camera ducale, i Sanvitale, Gianfrancesco I Pallavicino e Pietro Francesco Visconti di Saliceto, i feudi di Felino, Torrechiara e San Secondo furono assegnati a Leone Sforza, figlio minore di Ludovico il Moro, e, in seguito alla sua morte, passarono per qualche tempo alla duchessa Beatrice d'Este, moglie di Ludovico.
Dopo alterne vicende, le terre di San Michele Gatti, insieme a quelle di Paderna e Barbiano, divennero parte della giurisdizione feudale di San Michele Tiorre, che verso la fine del XVI secolo fu assegnata dai duchi Farnese al conte Cosimo Masi, al quale nel 1600 succedette il figlio Giovan Battista; tuttavia nel 1604 quest'ultimo, a causa degli ingenti debiti paterni, fu costretto a vendere i diritti a Gian Antonio e Lelio Sozzi.
Nel corso del XVIII secolo la contea di San Michele Tiorre, comprendente anche le terre di San Michele Gatti, Barbiano, Paderna e Tordenaso, fu assegnata ai marchesi Lampugnani, feudatari anche di Felino; alla scomparsa, nel 1762, di Camillo, ultimo erede della casata, i feudi ritornarono alla Camera ducale.
In seguito all'abolizione napoleonica dei diritti feudali del 1805, San Michele Gatti fu aggregata al comune di Felino.

## Monumenti e luoghi d'interesse

### Chiesa di San Michele

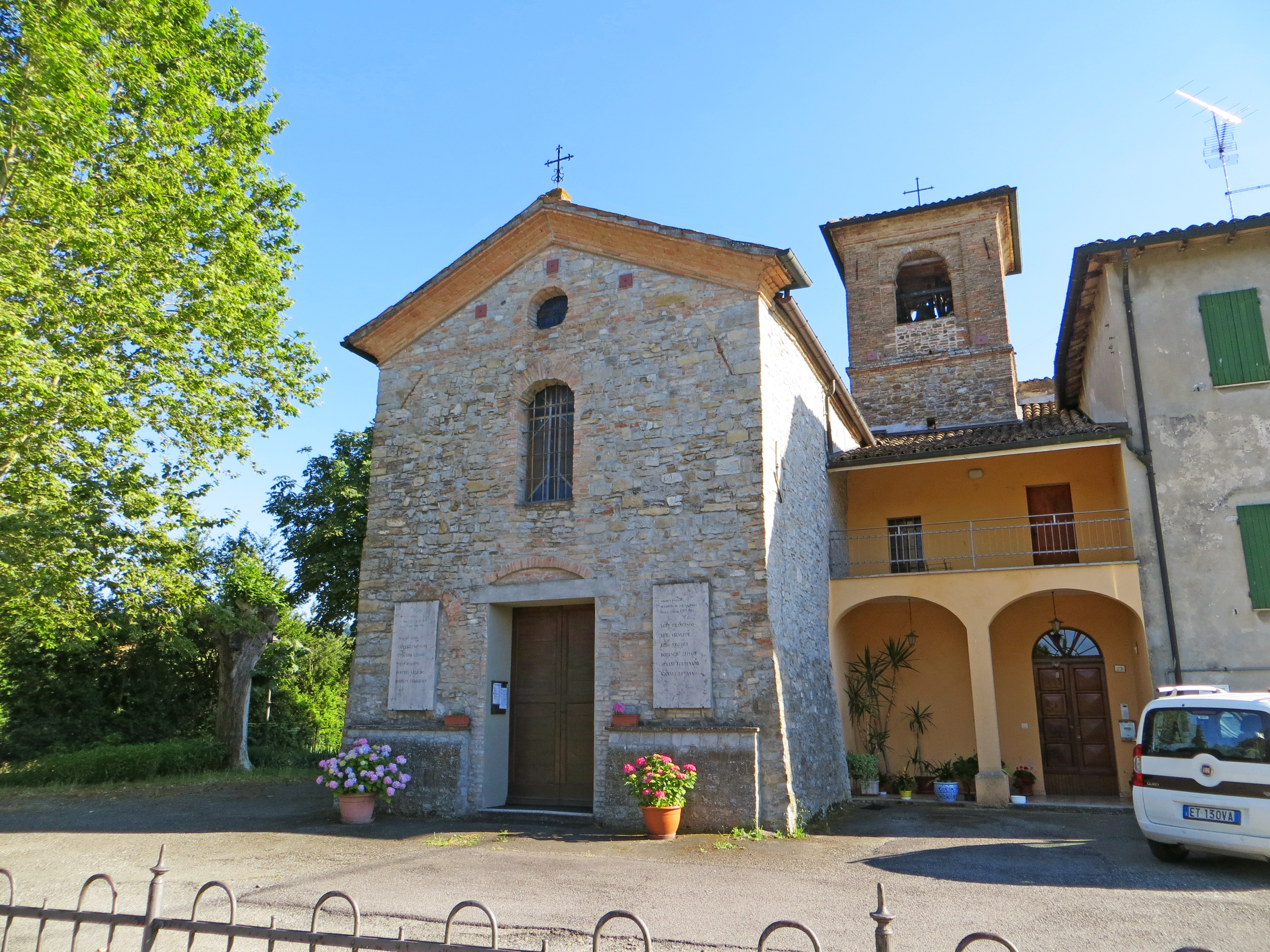
Chiesa di San Michele

Menzionata per la prima volta nel 1028, l'antica cappella di Sancto Michaele, elevata a sede parrocchiale autonoma entro il 1564, fu ricostruita in forme barocche tra il XVII e il XVIII secolo e fu decorata nel 1923 dal pittore Latino Barilli. L'edificio, rivestito esternamente in pietra, è internamente intonacato e decorato con paraste doriche e arcate in laterizio; ospita alcuni dipinti di pregio, eseguiti tra il XVI e il XVIII secolo.

### Villa Ceci

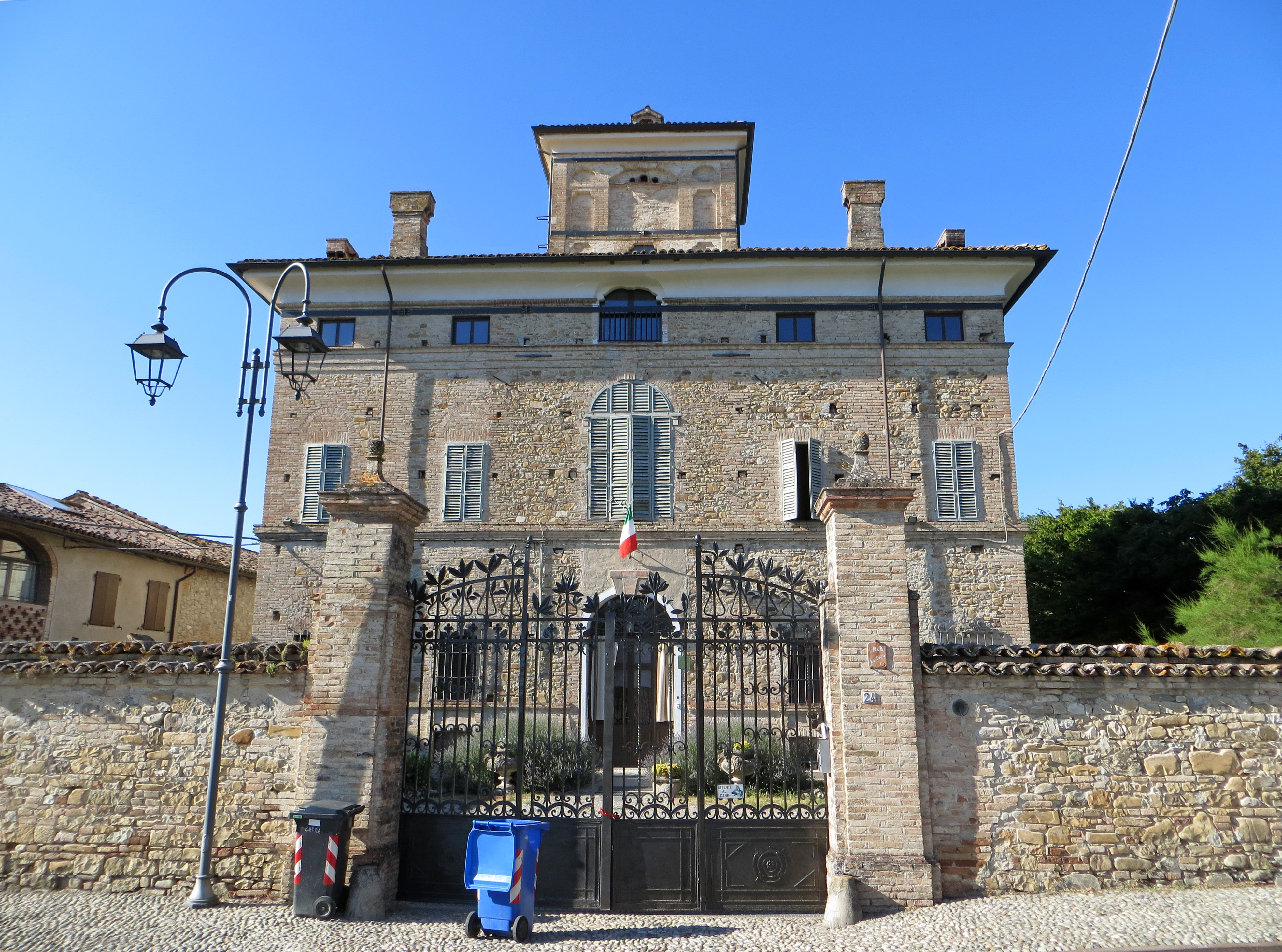
Villa Ceci

Costruita tra il 1636 e il 1655 in forme barocche, la villa, a lungo appartenuta alla famiglia Mussi, fu acquistata nel XX secolo da Alfredo Ceci. L'edificio, sviluppato su un impianto quadrato, si eleva su tre livelli fuori terra scanditi da fasce marcapiano; rivestito interamente in pietra, è coronato da una torretta al centro; internamente presenta un androne e vari ambienti del piano nobile coperti da volte, uniti da uno scalone con nicchie che accolgono le statue lignee della Vergine e di Santa Caterina. L'ampio giardino, chiuso perimetralmente da un muro in pietra, è caratterizzato sul lato nord dall'antico padiglione d'accesso su due piani, elevato su un ponticello che scavalca il rio Bertone.

### Villa Monguidi

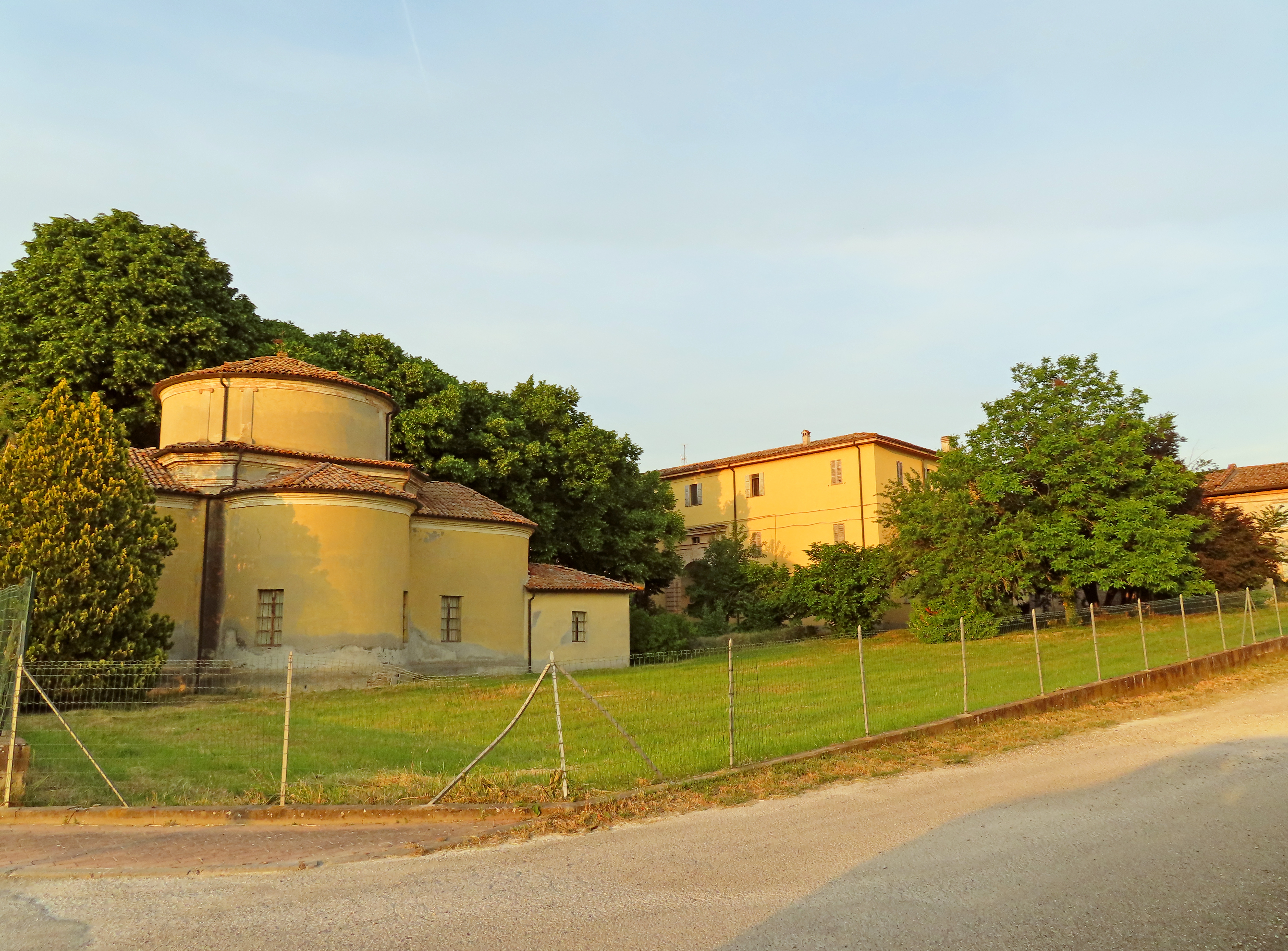
Villa Monguidi e oratorio di San Giovanni Battista

Costruita in forme barocche nel XVII secolo per volere della famiglia Monguidi, la villa appartenne tra il 1850 e il 1890 alla famiglia Armani, che successivamente la alienò alle suore orsoline missionarie del Sacro Cuore di Gesù. L'edificio, sviluppato su una pianta a U, presenta un monumentale arco d'accesso a tutto sesto in laterizio. Nel parco si trova l'oratorio di San Giovanni Battista, innalzato nel 1735 e ampliato nel 1901 in stile neoclassico; la struttura, affacciata direttamente sulla strada provinciale per Calestano, è coronata da un'ampia cupola.